# Arrondissement Arcachon
Arrondissement Arcachon (fr. Arrondissement d'Arcachon) je správní územní jednotka ležící v departementu Gironde a regionu Akvitánie ve Francii. Člení se dále na čtyři kantony a 17 obcí.

## Kantony
- Kanton Arcachon
- Kanton Audenge
- Kanton Belin-Béliet
- Kanton La Teste-de-Buch